# François Ndoumbé
François Ndoumbé Léa (30 gennaio 1954) è un ex calciatore camerunese, di ruolo difensore.

## Carriera

### Nazionale
Con la Nazionale camerunese ha preso parte ai Mondiale del 1982 in Spagna ed ha vinto la Coppa d'Africa nel 1984.